# .dm
‎.dm‏ دامنه اینترنتی کشور دومینیکا است.